# Atlacamani
In de Azteekse mythologie was, Atlacamani als watergodin, de godin van oceanische stormen zoals orkanen. Zij was waarschijnlijk een aspect van Chalchiuhtlicue.